# آرون براند
آرون براند (بالعبرية: אהרן בראנד-אורבן‏) هو طبيب قلب إسرائيلي، ولد في 21 فبراير 1910 في Ozorków ‏ في بولندا، وتوفي في 22 أبريل 1977 في إسرائيل.